# 證券及期貨從業員資格考試
證券及期貨從業員資格考試（Licensing Examination for Securities and Futures Intermediaries），由香港證券及投資學會舉辦，是一個實用及以市場為本的考試。
這個考試的設計策劃牽涉到監管機構、學術界以及業界的精英骨幹。《證券及期貨條例》（香港法例第571章）對10類受規管活動實施單一發牌制度。任何人士可根據單一牌照或註冊進行各類受規管活動及須持牌業務。資格考試已獲證券及期貨事務監察委員會（證監會）核准為申請牌照成為代表及／或負責人員的勝任能力要求。考試合格本身不是牌照，只是申請牌照需要滿足的其中一個條件而已。考試合格並不代表合格者具備進行收規管活動的能力。

### 爭議
香港證券及投資學會在舉辦這個考試中面對很多爭議，主要因為這些考試並沒有由第三方獨立審核過考試題目。除此以外，這個考試並沒有官方的上訴機制以及任何制衡機制，導致這個考試的合理性成疑。這個考試的不同語言版本也出現嚴重差異，因此飽受批評。

### 第三方補習機構以及考試準備機構
有很多第三方補習機構以及考試準備機構幫助考生準備香港證券及投資學會舉辦的證券及期貨從業員資格考試(LE)。

### 相关书籍
目前市场上有考试相关的书籍，比如中华书局（香港）出版的《证券考试30小时实战精读》

## 外部連結
- 香港證券及投資學會（页面存档备份，存于）